# Tuya Lake
Tuya Lake är en sjö i Kanada.   Den ligger i provinsen British Columbia, i den centrala delen av landet, 3 900 km väster om huvudstaden Ottawa. Tuya Lake ligger 1 118 meter över havet. Arean är 31 kvadratkilometer. Den sträcker sig 11,3 kilometer i nord-sydlig riktning, och 9,4 kilometer i öst-västlig riktning.
Trakten runt Tuya Lake är nära nog obefolkad, med mindre än två invånare per kvadratkilometer.